# فرشمن (مجله)
فرِشمِن (انگلیسی: Freshmen) یک مجلهٔ پورنوگرافی آمریکایی بود. این مجله از سال ۱۹۸۲ تا ۲۰۰۹ به صورت ماهانه چاپ می‌شد. مجلهٔ فرشمن برای مردان همجنسگرا بود و دارای عکس‌های برهنهٔ مردان جوان بود. نخستین سری‌های این مجله شامل عکس‌های رنگی با کیفیت بودند.